# Dia del solstici d'hivern
El dia del solstici d'hivern (anglès: Midwinter o Midwinter Day) és una festivitat anual que se celebra a l'Antàrtida pel solstici d'hivern a l'hemisferi sud, o bé el 20 de juny o bé el 21 de juny. És la festa principal del continent i, juntament amb el Dia de l'Antàrtida, un dels dies més assenyalats a l'Antàrtida. És una celebració dedicada al personal que passa l'hivern a les bases antàrtiques, tot i que algunes persones del continent també hi participen.

## Història
L'any 1898, la tripulació del Belgica va ser la primera a passar el solstici d'hivern a l'Antàrtida, però no el van commemorar de cap manera. L'origen d'aquesta celebració s'atribueix sovint a Robert Falcon Scott i la tripulació de l'Expedició Discovery, que el 23 de juny del 1902 van festejar el «festival de mig hivern» a imitació de Nadal. La tripulació va cuinar i menjar plats nadalencs, va decorar les estances a l'estil de Nadal i va obrir regals que havia portat amb si i guardat per a l'ocasió.
Les expedicions durant l'edat heroica de l'exploració de l'Antàrtida van perpetuar la tradició. Els membres de l'Expedició Nimrod, l'Expedició Terra Nova, l'Expedició Antàrtica Australiana i l'Expedició Endurance van celebrar la diada amb festins, decoracions i actuacions. Aleshores ja no imitaven el Nadal, sinó que van constituir el dia del solstici d'hivern com una festa pròpia i independent.
Passada la Segona Guerra Mundial, es van establir nombroses estacions de tot l'any a l'Antàrtida, amb la qual cosa molta més gent va començar a passar-hi l'hivern. Així doncs, la festivitat es va estendre a tot el continent, si bé depèn de cada estació el grau i forma de celebració.

## Tradicions

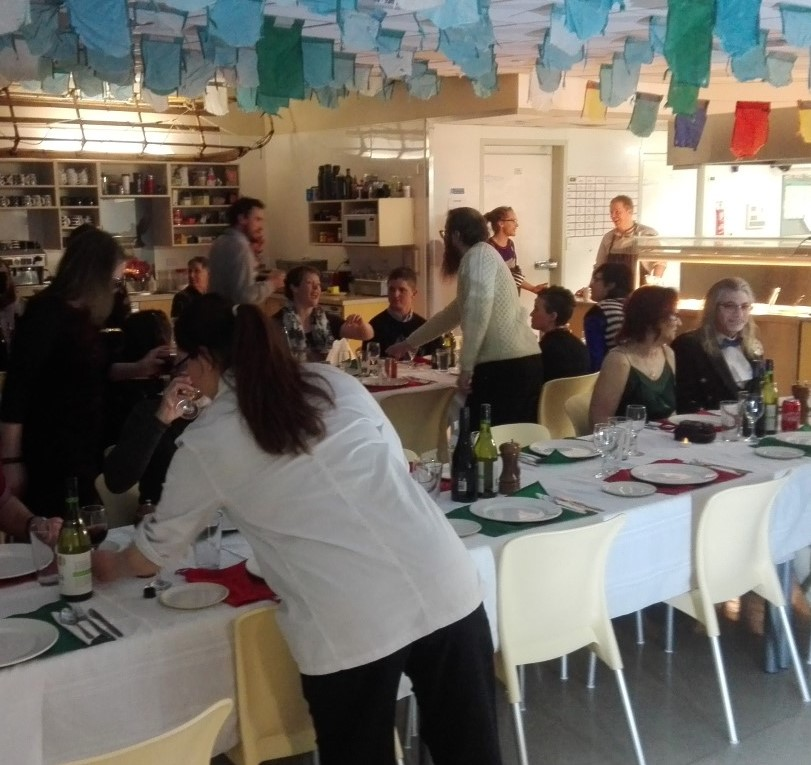
Un sopar pel solstici d'hivern a la Base Scott (Antàrtida).

L'àpat és la part central de la celebració del solstici d'hivern. Les estacions solen cuinar diversos plats amb ingredients de primera qualitat. Com que no sol haver-hi subministraments extra a l'hivern, la majoria dels ingredients per a aquest àpat es tenen i es conserven durant mesos específicament per a la celebració. Així mateix, de cara a aquesta festa, en l'enviament anual d'aliments de l'estiu s'inclouen les begudes alcohòliques i els aliments cars com el llamàntol i el rib eye. Anteriorment, s'havia arribat a consumir productes locals com ara pingüins i foques; avui és una pràctica il·legal.
A banda, les estacions acostumen a decorar la galera com a part de la celebració, sobretot amb banderes, tant en el passat com en l'actualitat. El personal de l'estació sovint vesteix més formal durant les celebracions. En algunes estacions també s'intercanvien regals.

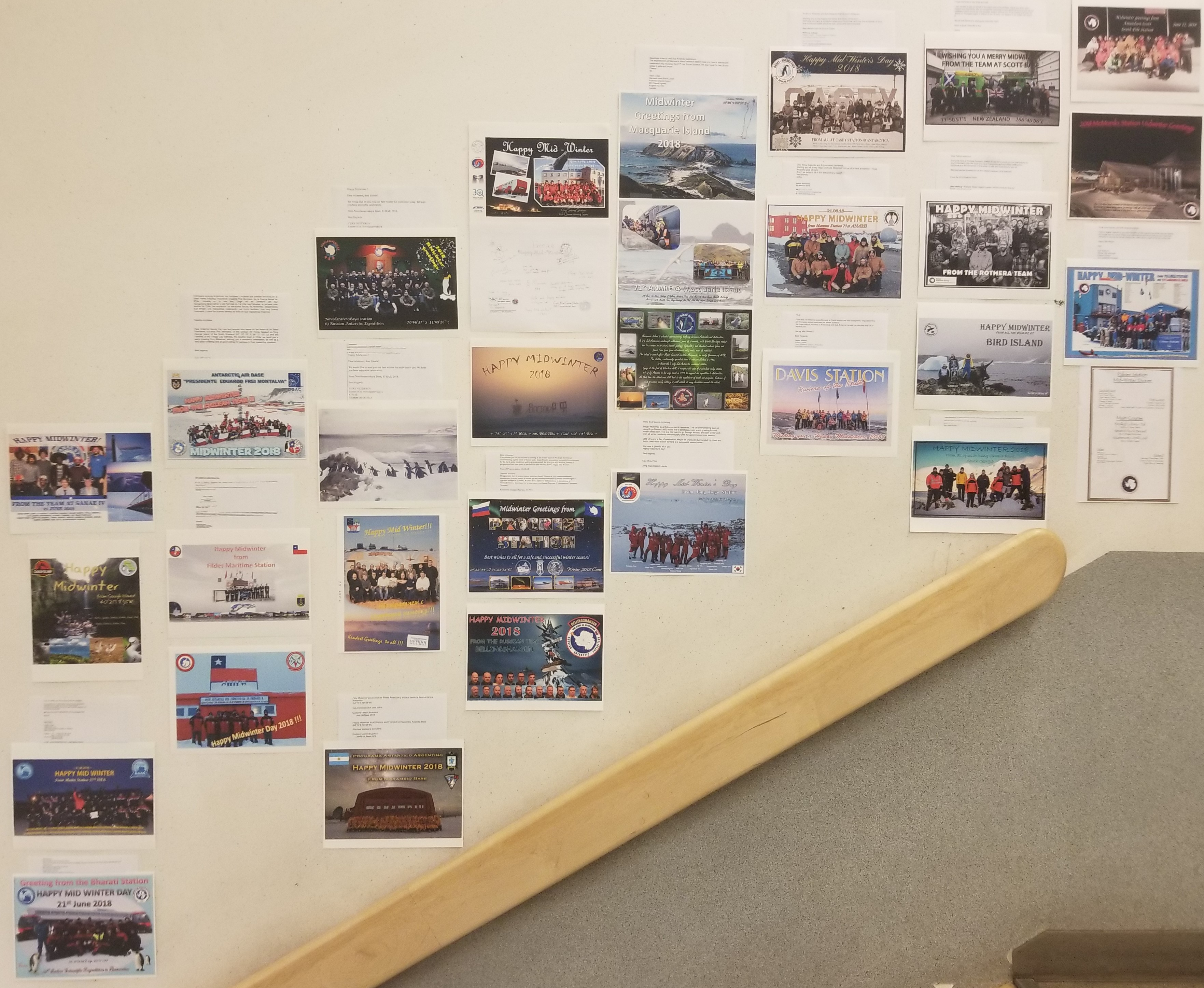
Les postals pel solstici d'hivern d'altres estacions pengen a la paret de McMurdo.

Una altra tradició subsistent és l'intercanvi de postals entre les diferents tripulacions de l'Antàrtida. De fet, els líders nacionals, com el president dels Estats Units i el primer ministre del Regne Unit, també n'envien a les estacions dels seus respectius països. A més, en els primers dies de les celebracions pel solstici d'hivern, hi ha actuacions artístiques del personal, com ara de música, dansa i teatre.
Existeixen celebracions úniques, pròpies de la base o del país de gestió. Per exemple, els britànics reben un programa especialment fet a mida de la BBC World Service. A l'Estació de McMurdo té cançons per a l'ocasió, com «Under the Sea» i «The Endurance», en referència a la nau Endurance. En alguns llocs hi ha capbussades o curses, fins i tot sense roba, i en d'altres és típic començar la festivitat prenent l'esmorzar al llit. En algunes estacions, ha sorgit la tradició de veure pel·lícules de terror sobre quedar atrapat a la neu, com The Shining o La cosa.

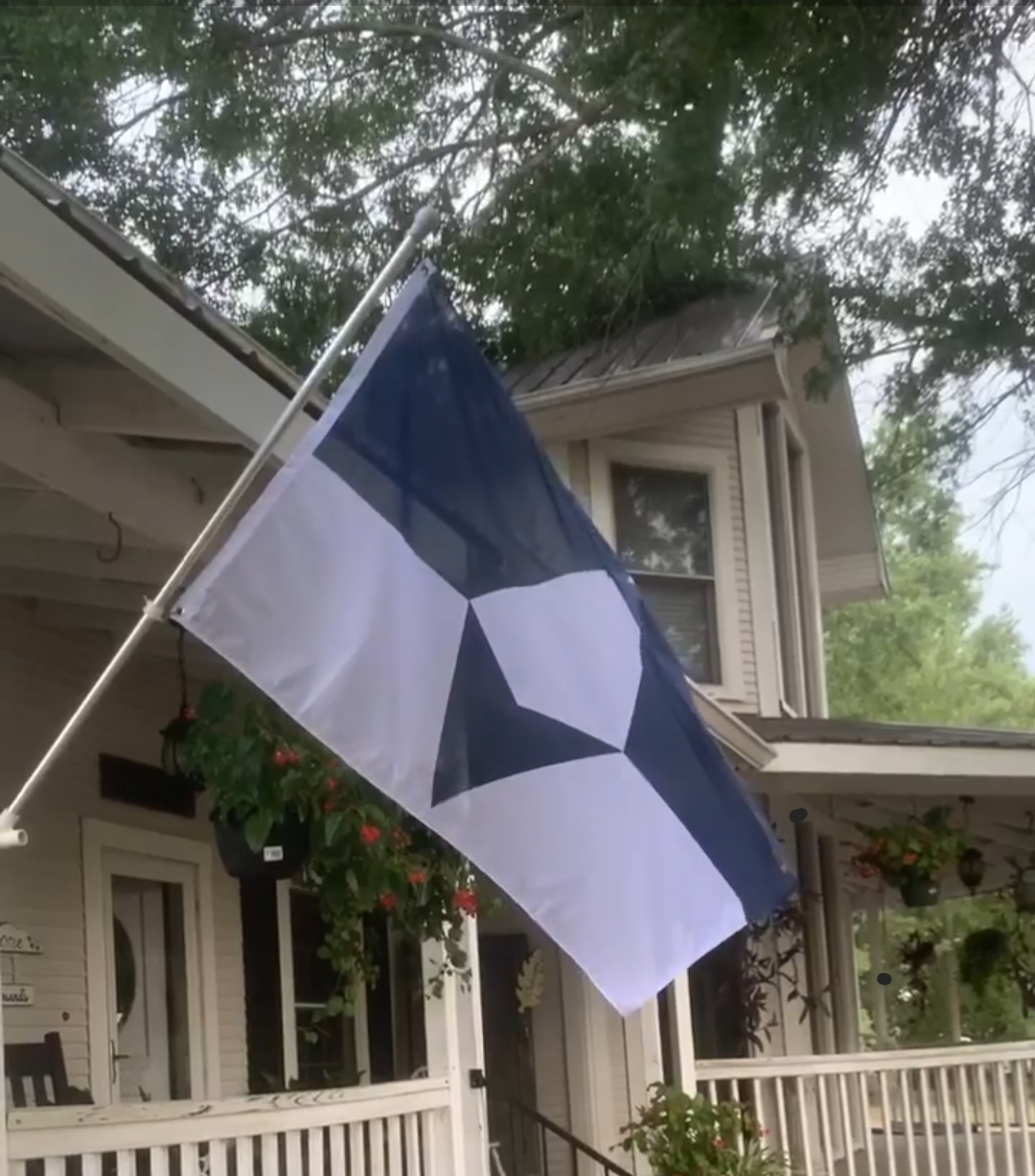
Una bandera de l'Antàrtida oneja a l'exterior d'una casa als EUA pel solstici d'hivern.

## Fora de l'Antàrtida
A diferència del Dia de l'Antàrtida, que se celebra més àmpliament fora del continent que no pas a dins, el dia del solstici d'hivern se celebra principalment a l'Antàrtida mateix. Això no obstant, algunes persones d'altres continents, sobretot les que han passat per les bases antàrtiques, encara celebren la diada publicant fotos de l'època a les xarxes socials o reunint-se amb amics i excompanys de l'Antàrtida.